# T-80
Ne pas confondre avec la Mercedes-Benz T80.
Le T-80 est un char de combat soviétique puis russe, résultat d'un développement du T-64. Considéré comme le char le plus sophistiqué de l'arsenal soviétique, il s'agit du premier char de combat à adopter une motorisation exclusivement assurée par un turbomoteur.

## Développement et production

### Développement initial
L'amélioration du T-64 fut réalisée en remplaçant le moteur diesel original 5TDF par un turbomoteur, suivant l'exemple du T-64T expérimental de 1963 équipé d'un turbomoteur GTD-3TL de 700 ch. L'adoption d'un tel moteur donnait au char un ratio masse sur puissance exceptionnel, au vu de sa masse et de son encombrement, ce qui lui valut souvent le surnom de char volant. Le montage d'un tel moteur n'était pas sans poser de sérieux soucis, car les premiers turbomoteurs soviétiques manquaient de fiabilité et demandaient de nombreuses heures de maintenance. Même si ce fut en grande partie résolu par l'arrivée de la turbine GTD-1250 sur le T-80U, on développa parallèlement une version T-80UD équipée du moteur Diesel à pistons opposés 6TD, essentiellement une version à six cylindres du 5TDF du T-64.
Par la suite, après la dislocation de l'URSS, c'est cette variante, moins gourmande en carburant et plus facile à entretenir, qui servit de base au successeur du char, le T-84, dont le développement fut poursuivi en Ukraine sur le territoire duquel se situait l'usine d'origine du char, à Kharkiv. La Russie a quant à elle lancé différents programmes de modernisation de ses T-80.

## Histoire opérationnelle

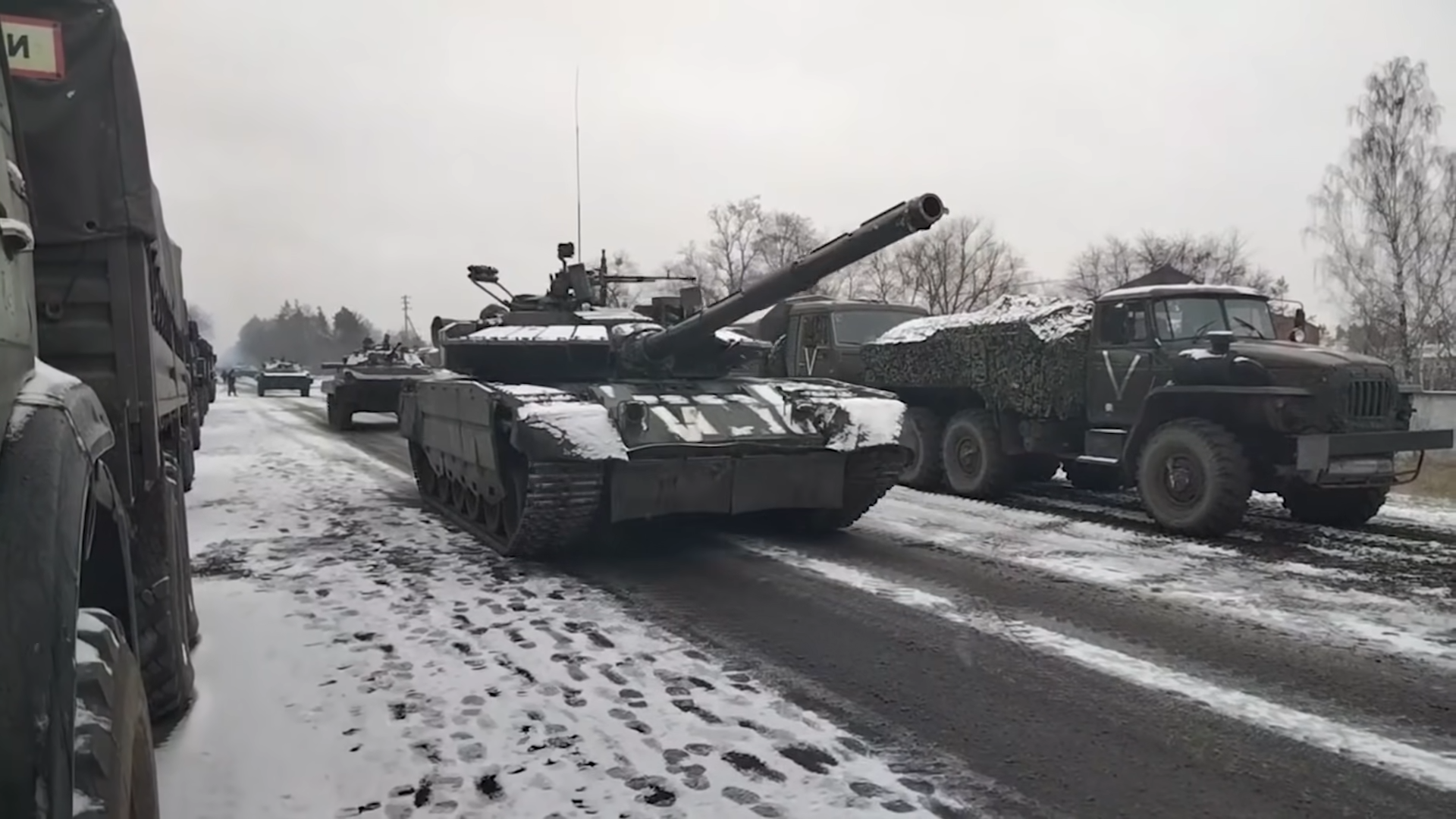
Un T-80BVM lors de l'offensive de Kiev, le 7 mars 2022.

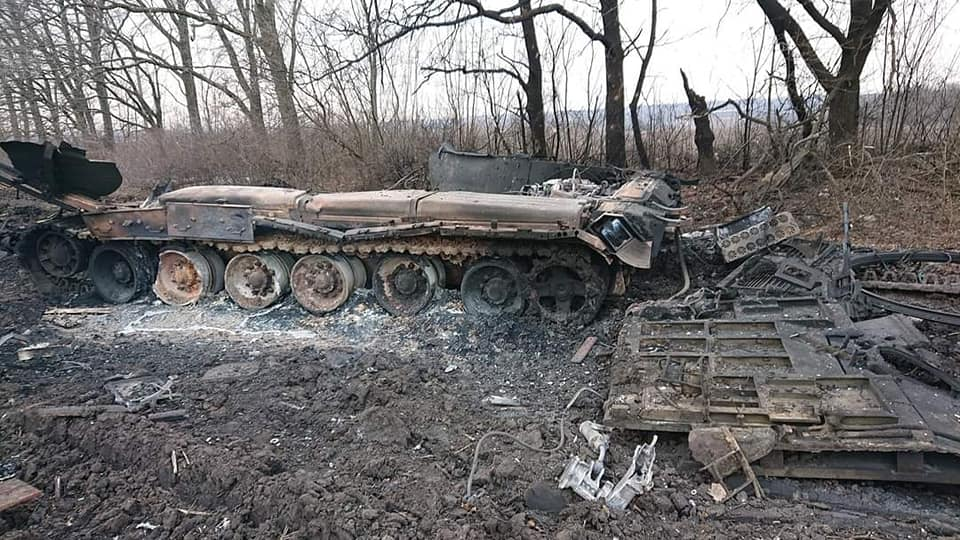
Char russe T-80 détruit par NLAW lors de l'invasion russe de l'Ukraine en 2022.

Ce sont des T-80UD de la  2e division de fusiliers motorisés de la Garde qui ont ouvert le feu sur la Douma lors de la crise constitutionnelle russe de 1993. Ce sont aussi des chars de cette même division qui sont déployé à Moscou deux années auparavant lors de la tentative de putsch de 1991.
Leurs performances au combat durant la première guerre de Tchétchénie, avec des équipages peu entraînés et une stratégie incompatible avec la guerre urbaine, ont été très faibles. Sur un total de 225 véhicules blindés, 62 T-80 et T-72 sont détruits durant le premier mois du conflit.
Le lieutenant-général A. Galkin, à la tête du directoire des blindés, a convaincu le ministre russe de la Défense après ce conflit de ne jamais plus commander de chars avec des moteurs à turbine à gaz.
Il a été utilisé par les deux camps durant l'invasion de l'Ukraine par la Russie en 2022.

## Caractéristiques

### Mobilité

#### Motorisation
Le T-80 est le premier char soviétique à posséder comme groupe motopropulseur un turbomoteur ; les filtres à air et la boîte de mécanismes ne font qu'un, ce qui facilite la dépose et le changement de celui-ci. Le T-80 possède un turbomoteur Klimov GTD-1000T d'une puissance de 1 000 chevaux à un régime de 26 650 tr/min (réduit à 3 554 tr/min en entrée de boîte), il affiche une consommation spécifique de carburant de 326 g/kWh.
Afin d'éliminer les éventuels résidus accumulés sur les aubes du compresseur et de la turbine, le turbomoteur intègre une série de marteaux motorisés qui, lorsque actionnés, produisent des vibrations qui délogent les résidus qui sont ensuite évacués par une décharge d'air comprimé. Ce système, combiné aux filtres à air surdimensionnés, a permis au T-80U de surpasser le T-90S en matière de fiabilité lors d'essais dynamiques dans le désert du Karakoum au Turkménistan.
Le T-80B utilise le turbomoteur GTD-1000TF ; il s'agit d'une version améliorée du modèle GTD-1000T, les étages d'aubes du compresseur ont été modifiés pour augmenter la puissance à 1 100 chevaux. Le GTD-1000TF affiche une consommation spécifique de carburant de 319 g/kWh.
À partir de la fin des années 1980, les T-80U reçurent le turbomoteur GTD-1250 d'un puissance à 1 250 chevaux à un régime de 3 000 tr/min pour un couple maximal de 4 395 N m. Il affiche une consommation spécifique de carburant de 305 g/kWh.
Les T-80UD possèdent un moteur Diesel à pistons opposés 6TD-1.

#### Transmission et direction
Le T-80 et le T-80B partagent la même boîte de mécanismes, elle intègre une boîte de vitesses manuelle à cinq rapports plus une marche arrière. Le nombre de rapports est diminué à quatre sur le T-80U.

#### Train de roulement
Par rapport au T-64, le T-80 possède une suspension possédant des barres de torsion renforcées, les galets de roulement ont un diamètre plus important (640 mm) afin de mieux répartir la masse du char sur la chenille. En raison de la vitesse plus importante, chaque chenille repose sur pas moins de cinq rouleaux porteurs (trois sur le T-72). Les chenilles RMSh ont été revues et possèdent des semelles internes en caoutchouc afin de réduire les vibrations.
Le débattement vertical des bras de suspension du T-80U est de 280 mm en compression et de 160 mm en rebond. Les premiers, deuxièmes et sixièmes galets de roulement comportent chacun un amortisseur oléopneumatique monté parallèlement au bras de suspension.

### Protection

#### Tourelle
Le T-80 reprend la tourelle en acier moulé du T-64A dont la face avant intègre un blindage composite appelé Combinaison K qui est constitué de boules en corindon maintenues dans une matrice métallique frittée.
Le T-80B reprend la même configuration de blindage que celle des T-72 Ural de fin de production : la face avant de la tourelle en acier moulé renferme deux cavités remplies avec une céramique à base de quartz.

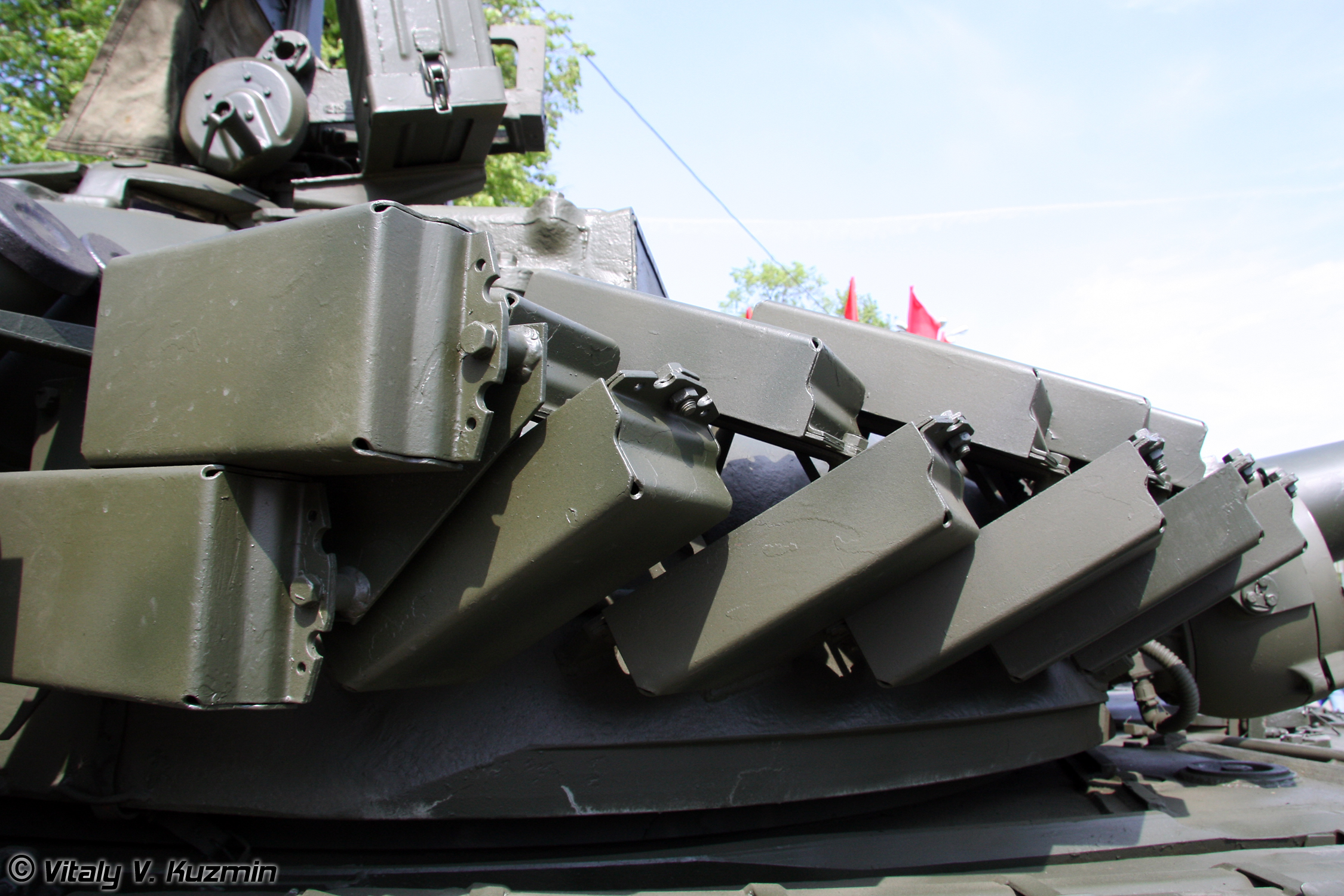
Chaque brique de blindage réactif explosif Kontakt-1 pèse 5.7 kg et renferme deux feuillets d'explosif de 260 grammes chacun.

Le T-80BV possède une soixantaine de briques de blindage réactif explosif Kontakt-1, conçues et fabriquées par l'institut de recherche de l'acier (NII Stali). Chaque brique pèse 5,7 kg et renferme deux feuillets réactifs comportant chacun 260 grammes d'explosif plastique PVV-5A. Kontakt-1 réduit de moitié la capacité de perforation des obus à charge creuse de calibre (125 mm), de 80% celle des charges creuses de gros calibre des missiles antichars et de 60% celle des charges creuses de moyen calibre employées par les lance-roquettes individuels portatifs.
Le T-80U possède une nouvelle tourelle plus massive, sa face avant renferme deux cavités de part et d'autre du canon de calibre 125 mm qui contiennent deux rangées de plusieurs dizaines de cellules cylindriques superposées dans une matrice en acier MBL. Chaque cellule est remplie avec du polyuréthane. Les espaces entre les deux rangées et derrière la deuxième sont occupés respectivement par des plaques d'acier haute dureté BTK-1.
A partir de 1988/89, le T-80U est équipé de tuiles de blindage réactif explosif Kontakt-5 sur les coins avant de la tourelle et sur le toit de celle-ci. Chaque tuile contient plusieurs feuillets réactifs comportant chacun 280 grammes d'explosif PVV-12M, dérivé du RDX. Le Kontakt-5 réduit de 70% à 80% la capacité de perforation des obus à charge creuse de 125 mm, de 60% celle des charges creuses de gros calibre des missiles antichars et de 90% celle des charges creuses de moyen calibre employées par les lance-roquettes individuels portatifs. L'utilisation d'une plaque déflectrice plus épaisse par le Kontakt-5 permet de réduire la capacité de perforation des obus-flèches en acier de calibre 125 mm jusqu'à 60 %, des flèches de calibre 105 mm en alliage de tungstène de 30% et des flèches de calibre 120 mm à grand allongement de 20%.

#### Caisse

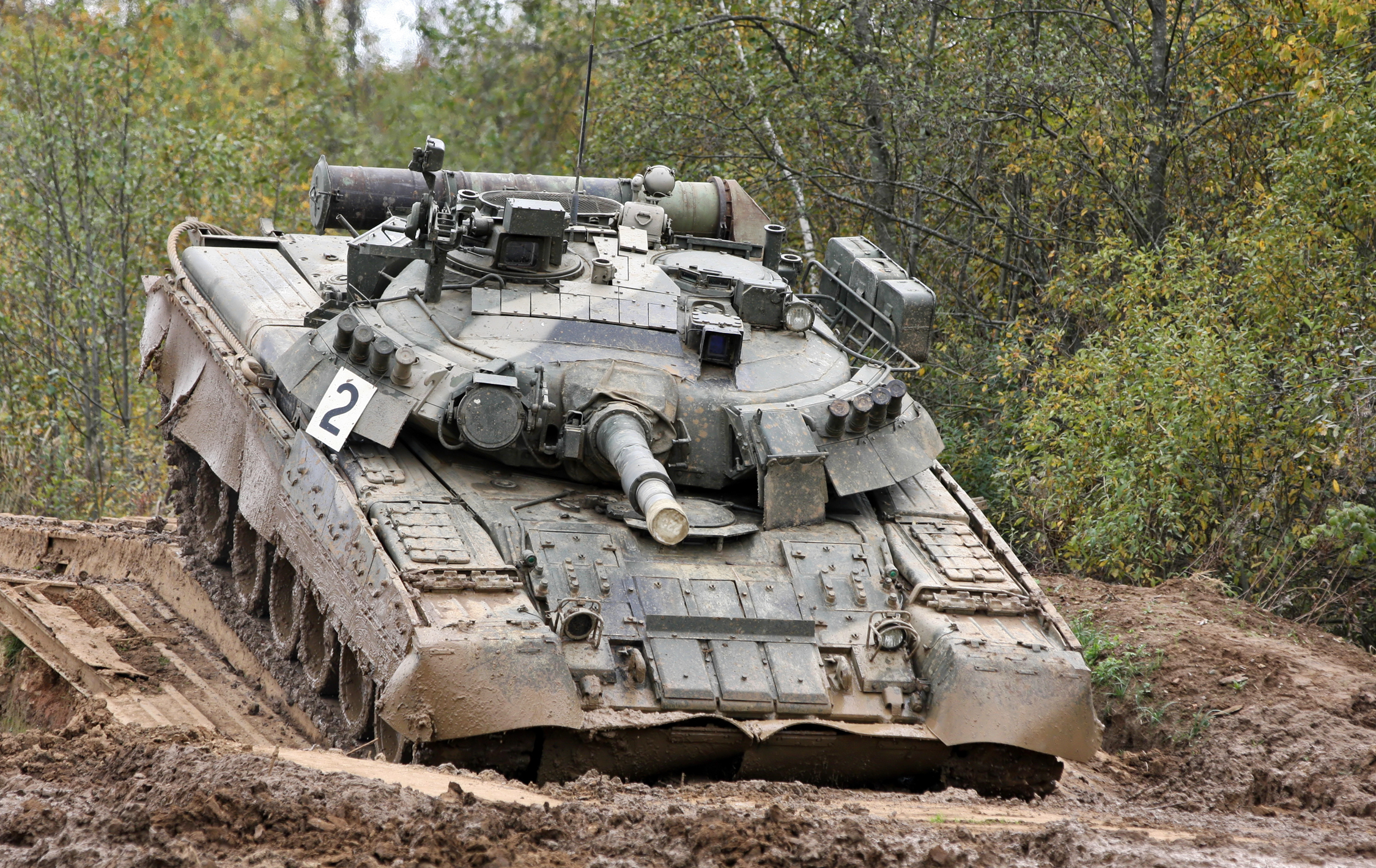
Sur le T-80U, le Kontakt-5 est présent sur le glacis, le premier tiers des jupes latérales ainsi que sur l'avant de la tourelle (masqué par des rabats en caoutchouc renforcé) et le toit de cette dernière.

Tout comme sur le T-64 et le T-72, le glacis des T-80 présente une inclinaison de 68°. Le glacis du T-80 et du T-80B est formé des deux couches d'acier (60 mm et 50 mm d'épaisseur) entre lesquelles sont intercalées deux couches de plastique renforcé de fibres (2 × 53 mm) appelé textolite. Cette configuration de blindage est identique à celle du glacis du T-72 Ural.

À partir de 1982, une plaque de surblindage en acier haute dureté d'une épaisseur de 30 mm est soudée sur le glacis dans le cadre du programme Reflection-2 visant à renforcer le blindage du glacis contre les obus-flèches de 105 mm tels que le M111 Hetz israélien.

Le T-80BV entre en service en 1985, le glacis des modèles produits à neuf reçoit un nouveau blindage composé cinq couches formant une succession de trois plaques d'acier BTK-1 de 50 mm avec entre-elles deux couches de 35 mm de plastique renforcé de fibres. Il reçoit trente-neuf briques de blindage réactif explosif Kontakt-1 sont montées sur le glacis. Les T-80B convertis en T-80BV reçoivent uniquement les briques de Kontakt-1.
Le glacis du T-80U est identique à celui du T-80BV, il constitué de cinq couches formant une succession de trois plaques d'acier BTK-1 de 50 mm avec entre-elles deux couches de 35 mm de plastique renforcé de fibres.
Il reçoit à partir de 1988/89 le blindage réactif explosif Kontakt-5, les éléments réactifs 4S22 sont installés sur le glacis dans un cadre métallique formant des séparations dans le but d'éviter la détonation sympathique de tous les éléments 4S22 lors d'un impact d'une munition. L'ensemble est recouvert d'une plaque d'acier de 15 mm formant la partie extérieure du glacis, elle contient dix panneaux boulonnés formant des trappes de visite pour accéder aux éléments réactifs 4S22.

## Variantes

### Prototypes
- Objet 219 sp. 1 Groza : essentiellement un T-64T équipé d'un turbomoteur GTD-1000 de 1000 ch. 31 prototypes assemblés à partir de mai 1969 et testés en 1970.
- Objet 219 sp. 2 : nouveau châssis incluant des barbotins et des poulies de tension de plus grande dimension, une nouvelle suspension. Le nombre de galets porteurs de support de chenille passe à cinq ; les galets de roulement sont revêtus de bandes caoutchoutées pour limiter les vibrations. 127 exemplaires de présérie construits entre 1971 et 1976.
- Objet 219RD : Objet 219 sp. 2 équipé d'un moteur diesel A-53-2 de 1 000 ch. Développé parallèlement au T-80B, il est armé d'un canon de 125 mm 2A46-2 ou 2A46M-1, d'une conduite de tir 1A33 avec un viseur du tireur 1G43 avec capacité de tirer le missile guidé antichar tiré par canon 9M112 Kobra. Un prototype produit en 1975.
- Objet 478 : nouvelle tourelle moulée, moteur diesel à pistons opposés 6TD de 1 000 ch ou 124N de 1 250 ch, canon 2A46M-1 de 125 mm, capacité de tirer le missile guidé antichar tiré par canon 9M112 Kobra. Système de stabilisation du canon Vektor-4, viseur du tireur 1G42, viseur nocturne Kristall-PA, radio R-163-50U, lance-pots fumigènes 902A Tucha. Produit en 1976[9].
- Objet 478M :  version améliorée de l'Objet 478 en 1976. Moteur 124Ch de 1 500 ch, système de stabilisation du canon 2E42M Siren-7, canon mitrailleur R-23M de calibre 23 mm monté sur le tourelleau du chef de char. Conduite de tir 1A42, viseur panoramique pour le chef de char, conduite de tir viseur nocturne TPN-4 Buran-PA de deuxième génération pour le tireur. Système de protection active Chatior comprenant vingt grenades à fragmentation monté sur les bords avant de la tourelle et couvrant le secteur avant sur 200°.
- Objet 644 : T-80 modifié par le bureau d'études d'Omsk pour recevoir le moteur diesel V-46-6 du T-72A.
- Objet 219A : reprenant la tourelle de l'Objet 476 mais avec un blindage renforcé au niveau du glacis. Turbomoteur GTD-1000M de 1 200 ch, canon 2A46M-1 de 125 mm, conduite de tir 1A42 avec un viseur du tireur 1G46 incorporant un système de simbleautage électronique, lame d'auto-enfouissement rétractable. Capacité de tirer le missile guidé antichar tiré par canon 9M119 Refleks. Produit en 1982.
- Objet 219A obr. 1984 : Objet 219A recouvert en 1984 d'un blindage réactif explosif Kontakt-1.
- Objet 219V : T-80B équipé de la conduite de tir 1A45 Irtysh et ayant la capacité de tirer le missile guidé antichar tiré par canon 9M119 Refleks. Testé en 1983.
- Objet 219E : T-80B équipé du système de protection active Shtora-1 comprenant deux brouilleurs électro-optiques, deux détecteurs d'alerte laser et deux batteries de lance-pots fumigènes tirant des grenades fumigènes à large bande infrarouge-visible. Testé en 1989.
- Objet 219M : prototype conçu à la fin des années 2000 pour promouvoir un projet de revalorisation du T-80B, il est équipé d'un blindage réactif explosif Relikt, d'un tourelleau téléopéré Ets-129, d'un viseur Agava-2 intégrant une caméra thermique et un système de protection active Arena de type "hard kill".
- T-80BM1 : T-80B équipé du système de protection active Arena. Testé en 1987.
- Object 478BK : T-80UD avec une tourelle mécano-soudée produit en 1987.
- Objet 478B : T-80UD équipé en 1988 avec un système de programmation de fusée Ainet pour les obus explosifs de 125 mm. Viseur jour/nuit Buran-Catherine E incorporant une caméra thermique Thales Catherine FC.
- Objet 291 : Prototype basé sur le T-80U, il possède une nouvelle conduite de tir, un glacis renforcé et un toit renforcé de part et d'autre du volet du pilote, un nouveau canon, chargeur automatique MZ amélioré.
- Objet 292 : T-80B équipé en 1992 d'une tourelle modifiée armée d'un canon LP-83 de 152 mm, il possède un nouveau système de chargement automatique. Ce prototype est reconnaissable par les plaques de lest soudées sur les faces avant de sa tourelle..
- T-80UM1 Bars (Léopard des neiges) :  Prototype conçu comme une version améliorée du T-80UM comprenant un turbomoteur GTD-1250G, une direction hydrostatique GOP-165, un canon 2A46M-4, la conduite de tir automatisée 1A45-1 avec un ordinateur balistique 1V558, une sonde aérologique T0-4V8. Possibilité d'installer, en option, un système de stabilisation du canon 2E46M, une radio R-163-50U avec récepteur R-163UP, un système de protection active Arena-E, une climatisation, le viseur thermique T01-P02T AGAVA-2, un camouflage multispectral autour du compartiment moteur et mitrailleuse lourde sur tourelleau télé-opéré.
- Objet 640 Chorny Oriol (aigle noir) : prototype russe, châssis rallongé avec une paire de galets de roulement supplémentaire, nouvelle tourelle avec un chargement automatique dans la poche arrière de celle-ci, blindage réactif exposif Kaktus, amélioration du système de visée.

### Modèles de série
- T-80 : premier modèle à être produit en grande série de 1976 à 1978, il reprend le châssis de l'Objet 219 sp. 2 avec la tourelle du T-64A armée d'un canon 2A46-1 de calibre 125 mm recouvert d'un manchon anti-arcure, son viseur télémétrique TPD-2-49.
- T-80B : nouveau modèle équipé d'une nouvelle tourelle intégrant une couche de blindage composite, un viseur diurne 1G42 avec télémétrie laser et un viseur nocturne TPN-3-49 couplés à la conduite de tir 1A33. Capacité de tirer le missile guidé antichar tiré par canon 9M112-1 Kobra. Lance-pots fumigènes 902A Tucha montés sur les coins de la tourelle.
- T-80BK : char de commandement, identique au T-80B mais possédant une radio HF supplémentaire.
- T-80BV : T-80B recouvert d'un blindage réactif explosif Kontakt-1.
- T-80BVK : char de commandement, identique au T-80BV mais possédant une radio HF supplémentaire.
- T-80U (Objet 219AS) : développement ultérieur du l'Objet 219A, il est doté d'un turbomoteur GTD-1000TF de 1 100 ch, d'un groupe auxiliaire de puissance GTA-18A[10], d'un système de stabilisation du canon amélioré 2E42 Zhasmin, d'une conduite de tir 1A45 Irtysh, un viseur PNK-4S Agat pour le chef de char, un viseur nocturne TPN-4-49-23 Buran-PA pour le tireur, des lance-pots fumigènes 902A Tucha, un système d'extinction automatique d'incendie 3ETs13 Inej. Il reçoit le blindage réactif explosif Kontakt-5 à partir de 1988/89. Le T-80U reçoit le turbomoteur GTD-1250 de 1250ch à partir de 1990.
- T-80UD Bereza (Objet 478B ) : T-80U reprenant la suspension du T-80B mais équipé d'un moteur diesel à pistons opposés 6TD de 1 000 ch à la place d'un turbomoteur. Il possède un blindage réactif explosif Kontakt-1 ou Kontakt-5 à partir de 1988, une conduite de tir 1A45 Irtysh avec la capacité de tirer le missile guidé antichar tiré par canon 9M-119 Refleks. Viseur du tireur 1G46 et TPN-4 Buran-PA pour le tir de nuit, radio numérique R-173. Il est produit à partir de 1986 et à partir des années 1990, les T-80UD sont dotés d'une nouvelle tourelle mécano-soudée recouverte d'un blindage réactif explosif lourd Kontakt-5. La fiabilité du moteur 6TD-1 est améliorée.
- T-80UDK : char de commandement basé sur le T-80UD, il possède un système de navigation inertielle et une radio HF supplémentaire.
- T-80UK : char de commandement dérivé du T-80U, produit à partir de 1991, il possède des radios R-163-50U et R-163-50K, un système inertiel de navigation TNA-4, un système électromagnétique de neutralisation des mines et du système de protection active Shtora-1.
- T-80UE1 : T-80BV modernisé en 2005. Il possède une tourelle de T-80UD et intègre un blindage réactif explosif lourd Kontakt-5, une conduite de tir 1A45-1 Irtysh, une sonde aérologique T04-V8, une boîte de mécanismes incorporant une direction hydrostatique GOP-165[11]. Son turbomoteur, portant désormais l'appellation GTD-1250G de 1 250 ch est modifié pour réduire sa consommation de carburant.
- T-80BVM (Objet 219RVM) : revalorisation de certains T-80BV russes par l'usine de chars d'Omsk (Omsktransmash) en 2021, blindage réactif explosif Relikt, canon 2A46M-4 de calibre 125 mm, viseur jour/nuit SOSNA-U pour le tireur, turbomoteur GTD-1250TF de 1 250 ch, carrousel modifié pour recevoir des obus-flèches plus longs, radio à ondes courtes R-168-25U-2, sonde aérologique DVE-BS[12].

## Tableau récapitulatif des principales versions du char T-80
| Appellation                             | T-80                                                                                | T-80B                                                                               | T-80BV | T-80BVM | T-80U                                                                                                   | T-80UD                                                                                                  |
| --------------------------------------- | ----------------------------------------------------------------------------------- | ----------------------------------------------------------------------------------- | --- | --- | --- | --- |
| Constructeur                            | usine Kirov                                                                         | usine Kirov                                                                         | usine Kirov | Omsktransmash | usine Kirov                                                                                             | usine Malichev                                                                                          |
| Entrée en service                       | 1976                                                                                | 1978                                                                                | 1985 | 2018 | 1985 | 1987 |
| Nombre construit                        | n.c                                                                                 | n.c                                                                                 | plus de 2256 exemplaires | plus de 112 T-80BV rénovés au standard BVM                                                                                                   | plus de 200 exemplaires                                                                                 | 800 exemplaires                                                                                         |
| Dimensions et poids                     |                                                                                     |                                                                                     | | | | |
| Masse en ordre de combat                | 42 t                                                                                | 42,5 t                                                                              | 43,7 t | 45,7 t | 46 t | 46 t |
| Longueur totale                         | 9,656 m                                                                             | 9,651 m                                                                             | 9,651 m | 9,554 m | 9,556 m                                                                                                 | 9,69 m                                                                                                  |
| Longueur du châssis                     | 6,78 m                                                                              | 6,982 m                                                                             | 6,982 m | n.c | 7,012 m                                                                                                 | 7,085 m                                                                                                 |
| Largeur                                 | 3,525 m                                                                             | 3,582 m                                                                             | 3,582 m | 3,384 m | 3,603 m                                                                                                 | 3,755 m                                                                                                 |
| Hauteur toit tourelle                   | 2,3 m                                                                               | 2,219 m                                                                             | 2,219 m | 2,202 | 2,215 m                                                                                                 | 2,202 m                                                                                                 |
| Garde au sol                            | 451 mm                                                                              | 451 mm                                                                              | 451 mm | n.c | 451 mm                                                                                                  | 529 mm                                                                                                  |
| Mobilité                                |                                                                                     |                                                                                     | | | | |
| Type de motorisation                    | turbomoteur                                                                         | turbomoteur                                                                         | turbomoteur | turbomoteur | turbomoteur                                                                                             | moteur à pistons                                                                                        |
| Modèle                                  | GTD-1000T                                                                           | GTD-1000TF                                                                          | GTD-1000TF | GTD-1000TF ou GTD-1250 | GTD-1250                                                                                                | 6TD-1                                                                                                   |
| Puissance                               | 1000 ch                                                                             | 1100 ch                                                                             | 1100 ch | 1100 ch ou 1250 ch | 1250 ch                                                                                                 | 1000 ch                                                                                                 |
| Ratio puissance/poids                   | 23,8 ch/t                                                                           | 25,8 ch/t                                                                           | 25,1 ch/t | 24 ou 27,3 ch/t | 27,1 ch/t                                                                                               | 21,7 ch/t                                                                                               |
| Vitesse sur route                       | 70 km/h                                                                             | 70 km/h                                                                             | 70 km/h | 70 km/h | 70 km/h                                                                                                 | 60 km/h                                                                                                 |
| Débattement vertical des suspensions    | n.c                                                                                 | n.c                                                                                 | n.c | n.c | 440 mm                                                                                                  | 440 mm                                                                                                  |
| Capacité en carburant                   | 1800 L                                                                              | 1800 L                                                                              | 1800 L | 1800 L | 1540 L                                                                                                  | n.c |
| Autonomie                               | 500 km                                                                              | 500 km                                                                              | 500 km | 450 km | 450 km                                                                                                  | 560 km                                                                                                  |
| Armement                                |                                                                                     |                                                                                     | | | | |
| Modèle de canon de 125 mm               | 2A46-1                                                                              | 2A46-2                                                                              | 2A46M-1 | 2A46M-1 ou 2A46M-4 | 2A46M-1                                                                                                 | 2A46M-1                                                                                                 |
| Munitions embarquées                    | 40 obus                                                                             | 38 obus                                                                             | 38 obus | 45 obus | 45 obus                                                                                                 | 45 obus                                                                                                 |
| MGATC                                   | ✗                                                                                   | 9M112-1 Kobra                                                                       | 9M119 Refleks | 9M119 Refleks | 9M119M Refleks-M                                                                                        | 9M119 Refleks                                                                                           |
| Conduite de tir et moyens d'observation |                                                                                     |                                                                                     | | | | |
| Viseur tireur (jour/nuit)               | TPD-2-49 / TPN-1-49-23                                                              | 1G42 / TPN-3-49                                                                     | 1G42 / TPN-3-49 | SOSNA-U | 1G46 / T01-P02-01 Agava-2                                                                               | 1G46 / T01-P02-01 Agava-2                                                                               |
| Viseur chef                             | TKN-3M Kristal                                                                      | TKN-3M Kristal                                                                      | TKN-3M Kristal | TKN-3M Kristal | TKN-4S                                                                                                  | TKN-4S                                                                                                  |
| Conduite de tir automatisée             | ✗                                                                                   | 1A33                                                                                | 1A33 | Kalina | 1A45 Irtysh                                                                                             | 1A45 Irtysh                                                                                             |
| Système de stabilisation du canon       | 2E28M ou 2E28M2                                                                     | 2E28M2                                                                              | 2E28M2 | n.c | 2E42M1                                                                                                  | 2E42M1                                                                                                  |
| Protection                              |                                                                                     |                                                                                     | | | | |
| Blindage glacis                         | deux panneaux en plastique renforcé de fibres intercalé entre deux plaques d'acier. | deux panneaux en plastique renforcé de fibres intercalé entre deux plaques d'acier. | deux panneaux en plastique renforcé de fibres intercalé entre deux plaques d'acier plus une plaque d'acier haute dureté soudée sur le glacis | deux panneaux en plastique renforcé de fibres intercalé entre deux plaques d'acier plus une plaque d'acier haute dureté soudée sur le glacis | deux panneaux de plastique renforcé de fibres intercalés entre trois plaques d'acier                    | deux panneaux de plastique renforcé de fibres intercalés entre trois plaques d'acier                    |
| Blindage avant tourelle                 | acier moulé renfermant une matrice en boules de corindon                            | acier moulé renfermant une couche de silice                                         | acier moulé renfermant une couche de silice                                                                                                  | acier moulé renfermant une couche de silice                                                                                                  | acier moulé renfermant des cylindres en polyuréthane intercalés entre deux plaques d'acier haute dureté | acier moulé renfermant des cylindres en polyuréthane intercalés entre deux plaques d'acier haute dureté |
| Blindage réactif explosif               | ✗                                                                                   | ✗                                                                                   | Kontakt-1 | Relikt | Kontakt-5                                                                                               | Kontakt-5                                                                                               |
| Système de protection active            | ✗                                                                                   | ✗                                                                                   | ✗ | ✗ | Shtora-1                                                                                                | Shtora-1                                                                                                |

## Opérateurs

### Utilisateur en 2025[13]
- Chypre : 82 T-80U[13].
- Pakistan : 320 T-80UD livrés par l'Ukraine entre 1997 et 1999[14],[15]. Ils sont 315 en service en 2025[13].
- Russie[13] :
  - Armée de terre :  200 T-80BV/U; 270 T-80BVM (En Février 2025, l'IISS estime que la Russie dispose de plus de 2900 MBT en réserve dont  des T80B/BV/U).
  - Infanterie de marine : 30 T-80BV/BVM.
  - Garde nationale : elle dispose d'un nombre inconnue de T-80BV depuis 2024 conformément à un décret présidentiel de 2023 la dotant de matériel lourd.
- Ukraine : Environ 100 T-80BV/BVM/U repartie entre l'armée de terre et les troupes aéroportés[13]. (En 2022 l'armée avait 24 T-80, l'infanterie de marine 28 T-80BV et les troupes aéroporté 60 T-80BV[16]).

### Ancien opérateur
- Biélorussie : 95 en 2000[17], 92 en 2011, vendue et transféré au Yémen entre 2010 et 2012 [18].
- Corée du Nord : Quelques exemplaires acquis au début des années 1990.
- Corée du Sud : 43 T-80U et 67 BMP-3 livrés entre 1995 et 2006 (41 T-80U entre1996 et 1997 plus 2 T-80UK en 2005) en échange d'un effacement de dettes russes envers ce pays. Etaient en service dans deux bataillons de la 3e brigade blindée de l'Armée de terre de la République de Corée[19]. 40 en service en 2024 mais aucune information sur leur emploi en 2025, plusieurs ont servi de cible et ont été détruits en novembre 2024[20].
- Kazakhstan : 4-5 chars utilisé pour l'entrainement dans l'académie militaire de Karaganda, n'étaient déjà plus en service en 2000[17].
- Ouzbékistan : A hérité d'un total de 2000 chars de la part de l'URSS, un faible nombre d'entre eux étaient des T-80BV, n'étaient déjà plus en service en 2000[17].

- URSS : 5,400 en 1991[21], tous transféré au état successeur.

- Yémen : 92 T-80BV acheté auprès de la Biélorussie, aucun ne semble en service en 2025.